# Sega Technical Institute
Sega Technical Institute (STI) — подразделение компании Sega, располагавшаяся в США и разрабатывавшая компьютерные игры для консолей Sega.
Компания была основана бывшим сотрудником Atari Марком Серни в 1991 году. Костяк команды составили американские и японские разработчики, включая геймдизайнера из Sonic Team Юдзи Нака, покинувшего материнскую компанию Sega. В течение 1991—1996 годов STI разрабатывала игры для Sega Genesis из серии Sonic the Hedgehog, а также несколько других игр.

## История компании

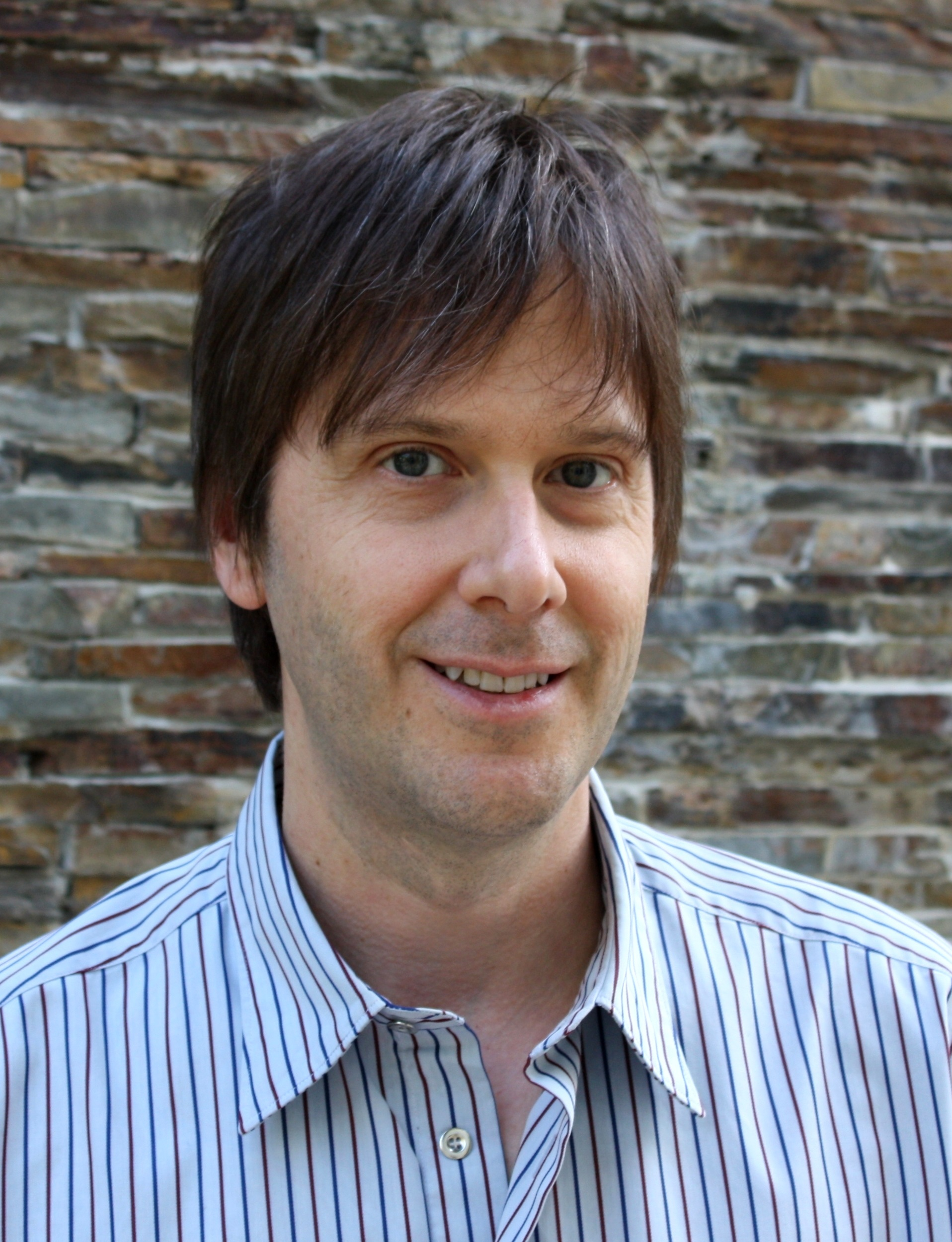
Марк Серни, основатель STI

Работая в Японии над играми для консоли предыдущего поколения Master System, Марк Серни предложил создать студию разработки в США для закрепления японской компании на западном рынке. Одновременно группа разработчиков во главе с японскими геймдизайнерами Юдзи Накой и Хирокадзу Ясухарой, создавшая первый Sonic the Hedgehog, покинула Sega из-за разногласий по поводу зарплаты, и Серни уговорил их присоединиться к новой студии.

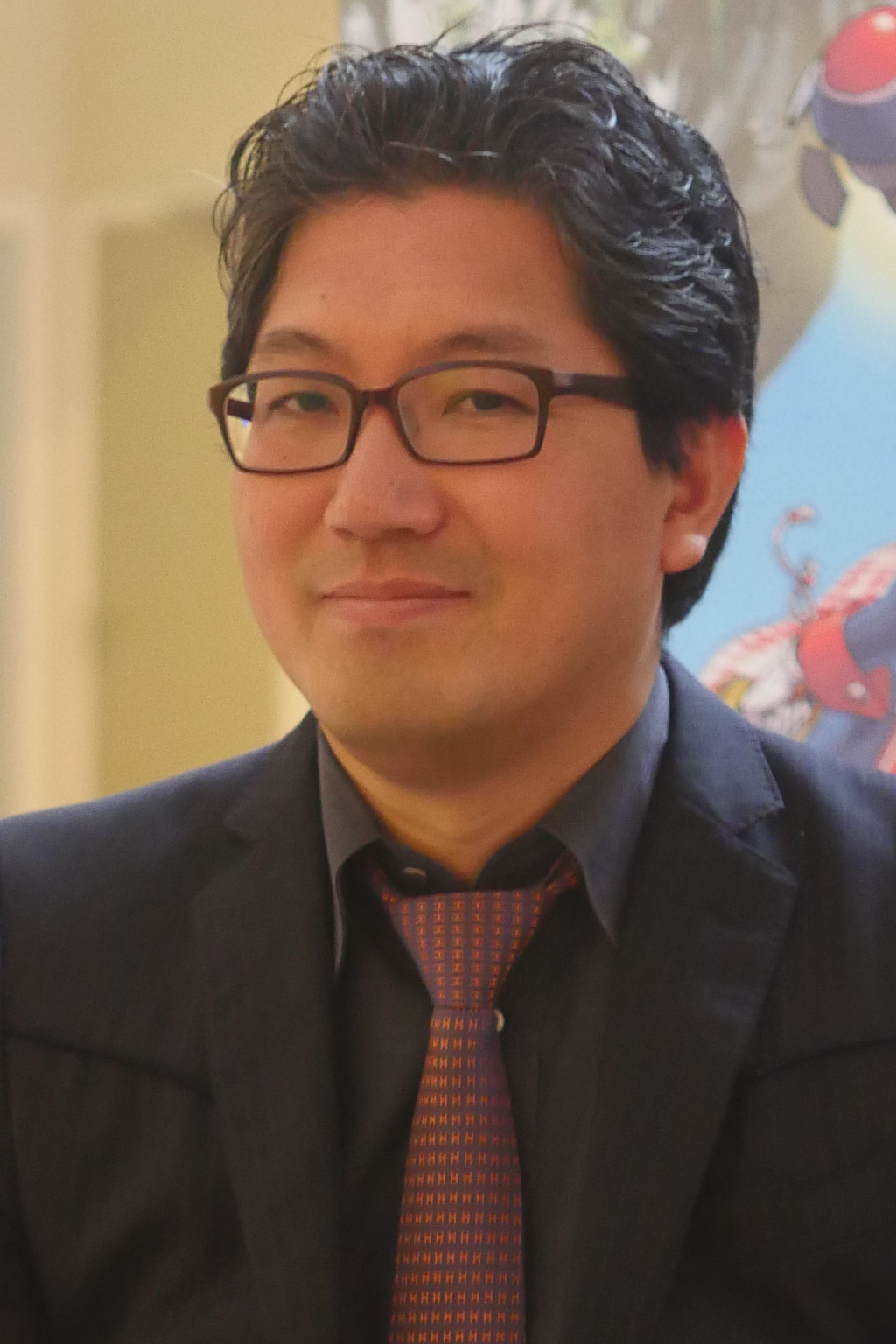
Юдзи Нака, один из создателей серии Sonic the Hedgehog

После выхода первой игры студии в 1992 году, Sonic the Hedgehog 2, Серни покинул STI, и его место занял другой выходец из Atari Роджер Гектор. Под его руководством STI приобрело причудливую организацию: компания разделилась на две внутренние команды — американскую и японскую. Согласно Гектору, STI отвечала по проектам как материнской компании Sega в Японии, так и его региональному представительству в США, однако при этом имела статус независимой студии и не укладывалась ни в рамки американской, ни японской корпоративной культуры, что создавало «очень уникальную среду» для разработчиков. Разработчики студии вспоминали, что работать в STI было необычно и интересно.
В 1993 году японская команда работала над Sonic the Hedgehog 3, однако не успевала к рождественским праздникам, из-за чего проект пришлось разделить на две отдельные игры — собственно, саму Sonic the Hedgehog 3 и её продолжение-аддон Sonic & Knuckles, а дату релиза отодвинуть на 1994 год. Американская команда в это время работала над спин-оффом серии Sonic Spinball, вдохновлённым уровнями «казино» из первых двух игр. Игру удалось реализовать всего за девять месяцев, не привлекая при этом силы японской команды. Несмотря на отрицательные отзывы в прессе, Sonic Spinball продавалась относительно хорошо и позволила выиграть время для японской команды.
После выхода Sonic & Knuckles компанию покинул Хирокадзу Ясухара, ссылаясь на разногласия с работой Наки. Позднее он перешёл в Sega of America. Сам же Юдзи Нака вернулся в Японию обратно в Sonic Team. В 1995 году американская команда, теперь составлявшая большинство в компании, выпустила Comix Zone и The Ooze, единственные игры, носящие логотип STI. Также STI в сотрудничестве с Sega AM1 закончила Die Hard Arcade.
Пока команда Sonic Team работала над Nights into Dreams, Sega поручила STI разработать первую игру про Ежа Соника в полном трёхмерном окружении — Sonic X-treme, изначально для Sega 32X, а затем — для консоли следующего поколения Sega Saturn. Проект столкнулся со множеством проблем, связанных с разногласиями между видением продукта, как внутри студии, так и американской и японской сторонами. После того, как президент Sega Хайао Накайама приказал переработать игру под движок, созданный для сражений с боссами, разработчикам пришлось работать по 16-20 часов в сутки, чтобы успеть к сроку в декабре 1996 года, однако после того, как доступ команды к движку Nights into Dreams был отозван по требованию Наки, их усилия оказались потраченными впустую Из-за больших и напрасных переработок проект начали покидать ключевые разработчики, и проект X-Treme был отменён в 1997 году из-за реорганизации Sega of America.
Согласно Роджеру Гектору, неожиданный успех Sony PlayStation внёс сумятицу и беспорядок в управленческие решения Sega. STI была расформирована в 1996 году как результат смены управленческого состава Sega of America. Сам Гектор покинул студию незадолго до ее закрытия, однако согласно некоторым источникам, STI была не расформирована, а стала одним из подразделений Sega of America, потеряв при этом статус независимой студии. Так или иначе, после закрытия STI многие разработчики покинули Sega, часть из которых основала новую компанию Luxoflux.

## Список разработанных игр
| Игра                                          | Дата выхода | Команда разработки STI  |
| --------------------------------------------- | ----------- | ----------------------- |
| Dick Tracy                                    | 1990        | Американская            |
| Kid Chameleon                                 | 1992        | Американская            |
| Greendog: The Beached Surfer Dude!            | 1992        | Американская            |
| Sonic the Hedgehog 2 (совместно с Sonic Team) | 1992        | Американская и Японская |
| Sonic Spinball                                | 1993        | Американская            |
| Sonic the Hedgehog 3 (совместно с Sonic Team) | 1994        | Японская                |
| Sonic & Knuckles (совместно с Sonic Team)     | 1994        | Японская                |
| Comix Zone                                    | 1995        | Американская            |
| The Ooze                                      | 1995        | Американская            |
| Die Hard Arcade (совместно с Sega-AM1)        | 1996        | Американская            |
| Sonic X-treme                                 | Отменена    | Американская            |